# غرازيلا دي ميشيل
غرازيلا دي ميشيل (بالفرنسية: Graziella de Michele)‏ هي مغنية مؤلفة ومغنية وكاتبة أغاني فرنسية، ولدت في 28 ديسمبر 1956 في ليون في فرنسا.

## وصلات خارجية
- غرازيلا دي ميشيل على موقع ميوزك برينز (الإنجليزية)
- غرازيلا دي ميشيل على موقع ديسكوغز (الإنجليزية)